# بچکهازا
بچکهازا (به مجاری:  Becskeháza) یک شهرداری در مجارستان است که در ناحیه ادلنی واقع شده‌است. بچکهازا ۵ کیلومتر مربع مساحت و ۴۵ نفر جمعیت دارد.